# Monts Musgrave
Les monts Musgrave (Musgrave Ranges en anglais) sont une chaîne de montagnes culminant à 1 435 mètres et située au centre de l'Australie.

## Toponymie
Les monts doivent leur nom à Anthony Musgrave, ancien gouverneur d'Australie-Méridionale et du Queensland.

## Géographie
Les mont Musgrave se situent sur la frontière entre l'Australie-Méridionale et le Territoire du Nord et débordent sur l'Australie-Occidentale. Ils sont compris entre le grand désert de Victoria au sud et le désert de Gibson au nord.
Longs de 210 kilomètres, ils ont plusieurs sommets qui dépassent les 1 100 mètres avec pour point culminant le mont Woodroffe à 1 435 mètres.
Ils constituent des reliefs résiduels, aux contours irréguliers, formés de granites, de charnockites, de roches vertes et de bandes de gneiss-quartzites dirigées nord-sud.

## Histoire
La région était habitée par les Aborigènes Pitjantjatjara jusqu'à l'arrivée des Européens. Le Pitjantjatjara Land Rights Act 1980 leur a restitué la possession de ces terres dans la partie située en Australie-Méridionale mais l'isolement et la nature inhospitalière de la région ont fait que la plupart des jeunes Aborigènes sont allés s'installer beaucoup plus au sud, à Port Augusta et à Whyalla.

## Économie
Pour essayer de lutter contre le chômage et la pauvreté des habitants, les plus âgés des aborigènes essayent de créer des emplois dans la région. Des sociétés d'exploration minières ont proposé de passer des accords pour rechercher du platine, de l'or, de l'uranium, du cuivre, de l'argent et du pétrole mais il n'y a pas encore eu de véritables recherches entreprises.